# Teemu Salo
Teemu Salo (né le 11 février 1974) est un curleur finlandais.

## Jeux olympiques
- Jeux olympiques d'hiver de 2006 à Turin  Italie:
  -  Médaille d'argent en Curling.